# Sulfitacja
Sulfitacja, siarkowanie – sposób utrwalania pulpy, przecierów owocowych przez użycia gazowego dwutlenku siarki lub roztworem kwasu siarkawego lub soli tego kwasu w stężeniu nie wyższym niż 0,125%. 
Sulfitację stosuje się podczas fermentacji alkoholowej dla zahamowania rozwoju drożdży i zapobiegania procesom utleniania i ciemnienia.